# Cynoglossum columnae
Cynoglossum columnae är en strävbladig växtart som beskrevs av Michele Tenore. Cynoglossum columnae ingår i släktet hundtungor, och familjen strävbladiga växter. Inga underarter finns listade i Catalogue of Life.